# Pang Weiguo
Pang Weiguo (chinesisch 庞卫国, Pinyin Páng Wèiguó; * 28. September 1972), manchmal auch Pang Wei Guo, ist ein ehemaliger chinesischer Snookerspieler, der in der Saison 2002/03 Profispieler war.

## Karriere
Mitte der 1990er-Jahre war Pang einer der führenden chinesischen Snookerspieler und wurde daher regelmäßig zu in China stattfindenden Profiturnieren eingeladen. Während der Spielzeit 1997/98 konnte er erste Siege gegen Profispieler einfahren, als er beim Superstar International überraschend Ronnie O’Sullivan und bei der Champions Super League als einziger Gegner den späteren Turniersieger Steve Davis bezwang. Beim China International 1999 zog er mit einem Sieg über Peter Lines zum einzigen Male in seiner Karriere in die Runde der letzten 32 eines Ranglistenturnieres ein. Währenddessen nahm er rege an internationalen Meisterschaften teil, unter anderem seit 1995 an der Amateurweltmeisterschaft. Dort konnte er erstmals 1998 die Hauptrunde erreichen, bei der Ausgabe 2002 langte es schließlich fürs Achtelfinale. Zuvor hatte er bereits bei der Snooker-Asienmeisterschaft 2000 das Achtelfinale erreicht.
Während Pang auf der Challenge Tour 2001/02 spielte, zeigte er zudem gute Leistungen in Asien, wo er zusammen mit Ding Junhui und Jin Long eine Silbermedaille im Snooker-Teamwettbewerb der Asienspiele 2002 gewann. Bei der Asienmeisterschaft belegte er Platz 3. Schließlich konnte er sich über die „National Association Play-offs“ für die Saison 2002/03 einen Platz auf der  Profitour sichern. Er konnte aber nur wenige Spiele gewinnen, wodurch er am Saisonende nur Rang 117 der Weltrangliste belegte. Daher verlor er nach nur einer Spielzeit seinen Profistatus wieder. Anschließend trat er bis 2005 noch bei Snookerturnieren auf Amateurebene wie auch – nach weiteren Einladungen – auf professioneller Ebene in Erscheinung, ehe er seine Karriere beendete.
Nach Pang ist im Pekinger Stadtteil Fengtai ein Snookerclub benannt. Peking ist auch seine Heimatstadt.